# Dracaena hyacinthoides
Dracaena hyacinthoides (sin. Sansevieria hyacinthoides), biljna vrsta iz porodice šparogovki, raširena je u tropskoj istočnoj Africi od Kenije na jug do Južnoafrićčke Republike, a uvezena je i u Srednju Ameriku i Floridu.

## Uzgoj
- Preporučena temperatura:  Noć: 9-12°C
- Tolerancija hladnoće:  zaštititi je za hladnih dana
- Izloženost suncu:  držati ga u sjeni
- Potrebnost vode: zimi ga držati suhim

## Opis
Cvjetovi: cvjeta zimi.

## Sinonimi
- Sansevieria hyacinthoides (L.) Druce